# Roberto di Strigonio
Roberto di Strigonio (in ungherese Róbert; Liegi, tra il 1170 e il 1180 – Esztergom, 1º novembre 1239) fu un ecclesiastico francese vissuto nei primi decenni del XIII secolo in Ungheria.
Vescovo di Veszprém dal 1209 al 1226 e arcivescovo di Esztergom tra il 1226 e il 1239, svolse un ruolo decisivo nell'istituzione dell'effimera diocesi di Milcovia. Si dimostrò fermamente contrario all'impiego di ebrei (zsidók) e musulmani (böszörmény) nell'amministrazione delle entrate della corona, prassi assai comune all'epoca in terra magiara. Egli giunse persino a porre l'Ungheria sotto interdetto per costringere Andrea II d'Ungheria a rimuovere i suoi funzionari non cristiani.

## Biografia

### Origini
Di nobili origini francesi, Roberto nacque nei pressi di Liegi ed è presumibile che giunse in Ungheria quando divenne tutore reale del primogenito di re Andrea, Béla (nato nel 1206), in sostituzione di Bernardo di Perugia, arcivescovo di Spalato. Nei documenti medievali, il suo nome è citato con il titolo onorifico di «magister», a dimostrazione della sua laurea probabilmente conseguita a Liegi o alla Sorbona. Alcuni storici hanno ritenuto che si tratti di quel Roberto Anglico che, Kalocsa a Pietro, prevosto di Esztergom, trafugò dei documenti dal registro papale del defunto papa Alessandro III per neutralizzare le pretese giurisdizionali dell'arcidiocesi di Kalocsa contro quella di Esztergom. Lo storico Dániel Bácsatyai ha sostenuto che un membro omonimo del capitolo della cattedrale di Esztergom, menzionato nel 1183, corrispondesse a Roberto.
Svolse contemporaneamente la funzione di cancelliere e prevosto della basilica di Székesfehérvár dal 1207 al 1209. In tale veste, si schierò tra i sostenitori delle cosiddette "nuove istituzioni", una nuova politica di concessioni reali introdotta da Andrea. Mentre trascriveva i preliminari degli atti della corona tra il 1208 e il 1209, Roberto descrisse questa riforma con la frase «la migliore misura di una concessione reale è la sua incommensurabilità». Tale considerazione riflette la conoscenza da parte di Roberto delle Novellae Constitutiones (una delle quattro parti del diritto romano), dove si leggono le identiche parole con riferimento alle donazioni delle chiese.

### Vescovo di Veszprém
Dopo la morte del suo predecessore Kalanda, Roberto fu eletto vescovo di Veszprém nel 1209, una decisione confermata da papa Innocenzo III l'anno successivo. Nel 1211, Roberto e un suo collega vescovo, Pietro di Giavarino, furono incaricati di redigere una bozza di convenzione e di presentarla alla Curia romana in merito ai conflitti di giurisdizione tra l'arcidiocesi di Esztergom e Kalocsa. a eccezione dei casi di rifiuto esplicito, impedimento, gravi motivi di salute o sede vacante; in quelle circostanze, la procedura sarebbe stata eseguita dall'omologo di Kalocsa. Inoltre, il documento prevedeva che le cosiddette "seconde incoronazioni" (durante gli eventi festivi) dovevano essere celebrate in maniera congiunta e la riscossione delle decime finiva assegnata a Esztergom, benché il vescovo locale Giovanni dovette rinunciare a ogni sua prerogativa (ossia la sovrintendenza sulle chiese reali, abbazie e prevosture, giurisdizione ecclesiastica sui funzionari reali) nella provincia ecclesiastica di Kalocsa. La stesura di questo documento fu incoraggiata e seguita con attenzione anche dallo stesso Andrea II. Tuttavia, papa Innocenzo II si rifiutò di controfirmare il documento il 12 febbraio 1212, riferendosi alle «conseguenze dannose» che ne sarebbero seguite in Ungheria.
Roberto ebbe un rapporto teso con il suo arcivescovo metropolita Giovanni, poiché Roberto era il principale redattore e proponente della bozza che mirava a ridurre i privilegi di Esztergom. Le dispute insorsero in materia di sovrintendenza sulla prevostura di Óbuda e di giurisdizione sul personale ecclesiastico della corte reale (perlopiù residente a Óbuda), oltre al diritto di incoronazione delle regine consorti. Il dibattito si intensificò durante il matrimonio di Andrea II con la sua seconda sposa Iolanda di Courtenay nel febbraio del 1215. Le loro nozze furono celebrate a Székesfehérvár e Giovanni incoronò Iolanda regina consorte. In risposta, Roberto inviò una lamentela a papa Innocenzo III, poiché l'incoronazione della regina consorte in Ungheria era stata tradizionalmente privilegio della sua sede, secondo la sua narrazione. Dopo la visita personale di Roberto a Roma, il papa inviò due legati, i cardinali Pelagio Galvani e Stefano di Ceccano, in Ungheria. ordine di indagare sulla denuncia e confermò il privilegio della sede di Veszprém nell'aprile del 1216. La decisione fu confermata in seguito da papa Onorio III nel 1220. Quando a Giovanni fu proibito dal papa di utilizzare liberamente le entrate dell'arcidiocesi per il suo coinvolgimento nella consacrazione dell'ancora minorenne Bartolomeo il Grosso, vescovo di Pécs, Giovanni dovette chiedere il permesso di coprire le spese necessarie ai due fiduciari nominati dal pontefice, Tommaso di Agria e il suo predecessore Roberto di Veszprém. Ai due vescovi fu affidato il compito di diventare tutori di Bartolomeo fino al raggiungimento della maggiore età. Tuttavia, un'inchiesta ufficiale ordinata dalla Santa Sede accertò che il nuovo vescovo aveva già compiuto trent'anni, traguardo richiesto dal diritto canonico. In seguito, Giovanni fu assolto dalle accuse e riacquistò il diritto alla supervisione finanziaria, mentre il mandato di Tommaso e Roberto cessò nel gennaio del 1221.
Roberto partecipò al Quarto Concilio Lateranense nel 1215, insieme ai due arcivescovi e a cinque vescovi ungheresi e tre dalmati. In seguito, Roberto divenne il più influente sostenitore della partecipazione ungherese alla quinta crociata. Nel febbraio del 1217, papa Onorio lo autorizzò ad assolvere dal voto i nobili incaricati della protezione del regno, mentre Andrea II si preparava per la crociata. Roberto permise persino ad Andrea di ipotecare la corona d'oro della prima regina consorte Gisella.
Roberto patrocinò la fondazione di monasteri nel territorio della sua diocesi. Ad esempio, nel 1210, su richiesta della badessa Stella, concesse il diritto di riscossione delle decime alle monache della valle di Veszprém. Durante il suo episcopato, le abbazie di Almád e di Hahót furono (ri)fondate, mentre gli eremiti di San Giacomo cominciarono le prorie attività (elevandosi alla formazione dell'Ordine di San Paolo primo eremita decenni dopo). Roberto donò ogni anno 100 denari d'argento al capitolo di Veszprém, oltre alla cappella di Bereg ai canonici per il bene spirituale di Gertrude di Merania, il cui assassinio aveva avuto luogo un anno prima della sua sepoltura. Su ordine di papa Onorio, il cavaliere ospitaliero Göncöl fu ordinato sacerdote e poi consacrato arcivescovo di Spalato da Roberto nel 1221. In seguito fu criticato per questo passo dal capitolo locale. Roberto ebbe diverse controversie sul diritto di riscossione delle decime nella sua diocesi con l'abbazia di Pannonhalma e il suo abate Uros a almeno dal 1211. La Santa Sede si pronunciò a favore di Uros nel 1215; nonostante il verdetto, Roberto cercò di approfittare dell'assenteismo dell'abate, che aveva partecipato alla quinta crociata, e costrinse le chiese interessate a pagare le decime alla diocesi di Veszprém nel 1217-1218. Papa Onorio avviò una nuova causa, che durò a lungo, ma si concluse nuovamente a favore di Pannonhalma.
Nel 1225, papa Onorio esortò Andrea e la regina Iolanda a vietare ai musulmani di assumere cristiani. La storica Nora Berend ha ipotizzato che Roberto, ancora vescovo di Veszprém, fosse dietro le accuse, anticipando il suo futuro ruolo di primo piano nella questione. La sua nomina ad arcivescovo l'anno successivo dimostrò la sua influenza nella Curia romana attraverso la sua regolare corrispondenza con il papa.

### Arcivescovo di Esztergom

#### Nomina della Santa Sede
Tommaso di Strigonio morì intorno al novembre del 1224, dopo meno di un anno di episcopato. Il capitolo non riuscì a raggiungere un accordo unanime sulla nomina del nuovo arcivescovo, con il risultato che nei mesi successivi si frammentarono due fazioni rivali: una parte dei canonici nominò Desiderio di Csanád, altri Giacomo di Nitra. Papa Onorio si rifiutò di riconoscere entrambe le elezioni, facendo riferimento a norme procedurali canoniche contraddittorie e chiese quindi di indire nuove elezioni a meno che non avesse nominato un arcivescovo per amministrare la provincia. Nel secondo turno, alcuni canonici continuarono a sostenere Desiderio, mentre un'altra fazione emergente nominò l'arcidiacono Tommaso. Onorio annullò nuovamente i risultati e ordinò a quattro canonici, come inviati a Roma, di rappresentare il loro capitolo entro il 6 gennaio 1226. Tre di loro rientravano il guardiano Nicola e i canonici Andrea e Giovanni. Tuttavia, non riuscirono a concordare su un candidato accettabile per tutti, così il 13 marzo 1226 Onorio nominò Roberto, definito «degno sia del corpo che dell'anima», arcivescovo di Esztergom.

#### Persecuzione dei non cristiani
Roberto promise di partecipare alla crociata di Federico II di Svevia nel 1227, ma alla fine dovette rimandare la sua intenzione di viaggiare in Terra Santa; il quasi coevo Alberico delle Tre Fontane afferma che il figlio di un capo cumano visitò Roberto nel 1227, chiedendo all'arcivescovo di battezzarlo insieme ai suoi dodici seguaci. Il nobile cumano annunciò anche che suo padre era disposto a recarsi in Transilvania per essere battezzato insieme ai suoi 2 000 soggetti. L'arcivescovo Roberto accettò l'offerta e si recò in Transilvania, insieme a tre prelati magiari, Bartolomeo di Pécs, Bartolomeo di Vesprimia e Rainaldo di Belleville, vescovo di Transilvania. Incontrarono il capo cumano, un certo «Boricio, quarto per importanza tra i maggiori comandanti cumani», secondo la cronaca dei frisoni di Emo. Durante l'incontro, i prelati ungheresi battezzarono Boricio e i suoi seguaci alla presenza del duca Béla.

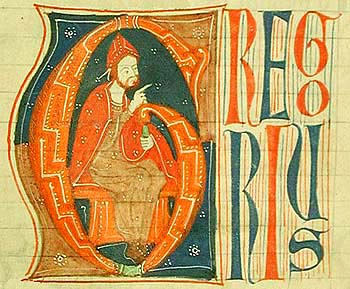
Papa Gregorio IX, colui che confermò l'istituzione della diocesi di Milcovia

Papa Gregorio IX espresse la sua gioia per il successo dei missionari in «Cumania» e nella vicina «terra dei brodnici» in una lettera a Roberto del 31 luglio 1227. Su sua richiesta, Gregorio nominò ufficialmente Roberto legato pontificio (legatus a latere) in Cumania (ovvero il sud-ovest della Moldavia). Con il consenso della Curia romana, Roberto ricevette l'incarico di battezzare i cumani locali e di fondare chiese (e anche di ordinarne sacerdoti). La conversione di migliaia di cumani fu seguita dalla costituzione della diocesi di Milcovia. Secondo Alberico delle Tre Fontane, l'arcivescovo Roberto consacrò il frate domenicano Teodorico come vescovo della nuova diocesi nel 1228. Il pontefice Gregorio confermò la consacrazione e sollecitò il capo dei domenicani magiari a inviare nuovi missionari ai Cumani, e lodò il duca Béla che aveva deciso di visitare la Cumania in compagnia dell'arcivescovo Roberto. In Cumania, Roberto svolse il suo incarico di legato pontificio nell'interesse della Santa Sede (poiché contribuì all'espansione politica, territoriale e spirituale della fede cristiana), trascurando la necessità del monarca ungherese di assumere un ruolo attivo. La corte reale si limitò a concedere supporto militare a Roberto. La cristianizzazione dei cumani segnò un'importante conquista politica per papa Gregorio. Inizialmente la diocesi di Cumania era subordinata all'arcivescovado di Esztergom, ma il 13 settembre 1229 il papa la esentò dall'autorità degli arcivescovi di Esztergom, sottomettendo il suo vescovo direttamente alla Santa Sede, poiché il rapporto tra i cumani e i loro sacerdoti era spesso teso durante la supervisione di Roberto. Quattro anni dopo la sua prima missione, Roberto fu nuovamente inviato in Cumania con lo stesso obiettivo nel 1231. Tuttavia, l'esito del suo secondo incarico è sconosciuto. Grazie alla sua nomina, papa Gregorio assolse Roberto dal suo giuramento di partecipare a una crociata. nel febbraio del 1231. Il papa informò Roberto della situazione dell'impero latino nella sua missiva del maggio 1231 e gli domandò di contattare Andrea II per fornire assistenza allo stato crociato, come aveva in precedenza promesso.
L'impiego di ebrei e musulmani nell'amministrazione delle entrate della corona generò uno scontro tra re Andrea II e Roberto e gli altri prelati subordinati. Secondo la lettera di papa Gregorio («la notizia ci è giunta dalle osservazioni da voi compiute»), Roberto presentò un reclamo alla Curia romana riguardo ad Andrea, poiché il sovrano continuava ad impiegare ebrei e musulmani nonostante il suo precedente conflitto con la Santa Sede sulla questione. Roberto intendeva estendere la giurisdizione del suo legato sull'Ungheria e sugli affari politici interni. Il 3 marzo 1231, Gregorio autorizzò l'arcivescovo (legate natus) a compiere azioni di censura religiosa per persuadere Andrea a destituire i suoi funzionari non cristiani. In virtù di tale investimento, Roberto poteva quindi scomunicare chiunque procedesse contro la politica ierocratica (filo-papale). Il papa riaffermò altresì gli ampi privilegi che spettavano solo e soltanto all'arcivescovo di Esztergom, conferendo il diritto di celebrare l'incoronazione del monarca dell'Ungheria. Sotto costrizione, Andrea emanò una bolla d'oro nel 1231, confermando il divieto di impiego per i musulmani e autorizzava l'arcivescovo di Esztergom a scomunicare il re se non avesse rispettato le disposizioni promulgate nel documento da lui redatto. Il documento sottolinea specificamente il diritto di coniazione conferito agli uffici pubblici impediti ai non cristiani (ebrei e musulmani), poiché la zecca reale si trovava a Esztergom e rientrava nei privilegi del suo arcivescovo.
Sebbene Andrea si fosse impegnato a rispettare i privilegi del clero e a destituire il suo funzionari non cristiani nella sua bolla d'oro, non mantenne mai quest'ultima promessa. Roberto scomunicò il palatino Dionigi, figlio di Ampud, e altri consiglieri reali (ad esempio, il mastro tesoriere Nicola e un certo ciambellano Samuele di origine «saracena») e pose l'Ungheria sotto un interdetto il 25 febbraio 1232, perché l'impiego di ebrei e musulmani stava proseguendo nonostante l'emanazione della bolla d'oro del 1231. Fu il primo prelato a ricorrere a un simile strumento contro il regno. Roberto sostenne di aver compiuto tutto questo in riferimento all'autorità apostolica (legatus) conferitagli. Poiché l'arcivescovo accusò i musulmani di aver convinto Andrea a confiscare i beni ecclesiastici, Andrea restituì le proprietà all'arcivescovo. Berend ha affermato che Roberto si lamentò della situazione della Chiesa cattolica nel regno, poiché diversi ecclesiastici avevano perso i loro incarichi a causa della presenza di esperti finanziari non cristiani. Per tutta risposta, Gregorio inviò una lettera all'arcivescovo Roberto nel luglio del 1232, in cui lo accusava di aver ecceduto i suoi poteri. Il papa sottolineò che la giurisdizione di Roberto come legato pontificio era limitata alla sola area abitata dai cumani e gli ordinò di non applicare ulteriori sanzioni ecclesiastiche. Il santo padre poi di siglare un'intesa e convinse Roberto a sospendere l'interdetto.
Su richiesta di Andrea, il papa inviò il cardinale Jacopo da Pecorara come suo legato in Ungheria e promise che nessuno sarebbe stato scomunicato senza la sua speciale autorizzazione. Così, Roberto fu a quel punto messo in ombra dal conflitto. Il 20 agosto 1233, nelle foreste del Bereg, Andrea II eseguì un giuramento alla presenza di Jacopo da Pecorara e Bartolomeo di Vesprimia che non avrebbe impiegato ebrei e musulmani per amministrare le entrate reali e che avrebbe pagato 10 000 marchi come risarcimento per le entrate ecclesiastiche usurpate. Andrea ripeté il suo giuramento a Esztergom a settembre davanti a Roberto, che assolse il re «dai suoi peccati». Anche Roberto e i vescovi giurarono l'accordo di Bereg nel gennaio del 1234. Nei mesi seguenti, le relazioni si distesero; quando l'anziano Andrea, rimasto vedovo, sposò la ventitreenne Beatrice D'Este il 14 maggio 1234, Roberto incoronò la nuova regina (in qualità di arcivescovo, nonostante le sue precedenti proteste come vescovo di Veszprém contro Giovanni di Strigonio), anche se i figli del re – il suo protetto Béla e Colomanno – si dissero fortemente contrari al matrimonio. Giovanni, vescovo di Bosnia, pose l'Ungheria sotto un nuovo interdetto nella prima metà del 1234, perché Andrea non aveva allontanato i suoi funzionari non cristiani nonostante il suo giuramento di Bereg. Andrea e, questa volta anche l'arcivescovo Roberto, protestarono contro l'interdetto del vescovo rivolgendosi alla Santa Sede.

#### Affari ecclesiastici e ultimi anni
Nel 1231 Roberto avviò il processo di canonizzazione di uno dei suoi predecessori del XII secolo, l'arcivescovo Luca. Su suo sollecito, papa Gregorio incaricò Bulcsú Lád, vescovo di Csanád, di condurre un'indagine e spedire le sue osservazioni a Roma. Quando il legato pontificio Jacopo da Pecorara arrivò in Ungheria nel 1233, si occupò anch'egli della questione, ma il protocollo andò perduto e il processo di canonizzazione finì rinviato. L'iniziativa cadde nel vuoto a causa dell'invasione mongola del 1241.

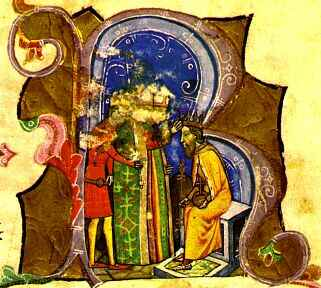
L'incoronazione di Béla per mano di Roberto nel 1235 in una miniatura tratta dalla Chronica Picta). La rappresentazione dell'arcivescovo è sfocata.

L'arcivescovo giudicò la riscossione delle decime dalla chiesa di Szentes (oggi Svätuše, in Slovacchia) nel 1228. In seguito alla concessione di un privilegio ad opera di Andrea II nel 1232, Roberto si arrogò il diritto di giudicare i sudditi residenti nel territorio dell'arcidiocesi di Esztergom. Tuttavia, le chiese reali non riconobbero la sua giurisdizione; ad esempio, papa Gregorio scomunicò nel 1235 Alberto, prevosto di Arad, perché si rifiutava di riconoscere la sua autorità. Alberto cedette in favore dell'arcivescovo Stefano Báncsa soltanto nel 1246, promettendo a quest'ultimo che avrebbe partecipato ai sinodi convocati. Anche l'abbazia di Garamszentbenedek (oggi Hronský Beňadik, in Slovacchia) fu oggetto di proteste contro la sovranità dell'arcidiocesi; di conseguenza, Roberto si appropriò di uno dei loro insediamenti.
Andrea II spirò il 21 settembre 1235 e suo figlio Béla IV fu incoronato re da Roberto il 14 ottobre 1235 a Székesfehérvár. Il 29 agosto 1236, Roberto emanò due carte, di cui una prima autorizzò che Béla donasse la chiesa di San Gerardo di Kispest insieme ai beni accessori, la cappella di Sant'Andrea di Sasad (oggi un distretto di Újbuda) e la cappella di San Martino di Budaörs al monastero cistercense da lui fondato a Bélakút (l'odierna Petervaradino, in Serbia), che apparteneva alla provincia ecclesiastica di Kalocsa. Nel suo secondo scritto, Roberto chiarì che il sacerdote della chiesa di San Gerardo doveva essere confermato dal capitolo di Esztergom con la sua approvazione preventiva. Lo storico Géza Érszegi ha creduto che entrambi i documenti siano contraffatti, poiché un documento della corona emesso nel 1243 conferma che Béla concesse la chiesa all'abbazia di Bélakút in quell'anno. Béla fondò il monastero stesso nel 1237, un anno dopo i due presunti documenti di Roberto.
Il 29 settembre 1239, un mese prima della morte di Roberto, Béla diede il permesso all'arcidiocesi di costruire Víziváros (in latino Civitas Archiepiscopalis, un quartiere di Esztergom), sotto il castello reale e la basilica di Sant'Adalberto. La costruzione del quartiere iniziò durante il breve episcopato del successore di Roberto, Mattia Rátót. Béla definì Esztergom «locus primatis» in un suo atto reale. Il 18 ottobre 1239, Roberto battezzò il neonato principe Stefano, erede al trono e primogenito di Béla IV. Roberto morì il 1° novembre 1239 e, all'indomani del suo decesso, nella sua sacrestia furono trovati simboli ascetici e cilici.